# Kastell Jagsthausen

Der Vordere Limes mit dem älteren, westlicher gelegenen Neckar-Odenwald-Limes

Lageplan des Kastellareals zur Zeit der Reichs-Limeskommission

Grundriss des Kastells Jagsthausen
zur Zeit der Reichs-Limeskommission

Das Kastell Jagsthausen war ein römisches Militärlager, das nahe am Obergermanischen Limes, einem UNESCO-Weltkulturerbe, errichtet wurde und heute überbaut auf dem Gebiet des Ortes Jagsthausen im Landkreis Heilbronn in Baden-Württemberg liegt. Einige Jagsthausener Funde, insbesondere die zahlreichen Steindenkmäler, sind für die Datierung der gesamte Limesgeschichte bedeutend.

## Lage
Die in einer weiten Talaue errichtete Befestigung liegt am östlichen Rand eines sich sanft zur Jagst senkenden Gleithanges. Südlich der Anlage macht der von Norden kommende Fluss einen fast rechtwinkligen Knick nach Westen. Auf dem gegenüberliegenden Ufer steigen die Hänge deutlich aufwärts. Die dort schnurgerade nord-südlich entlanggeführte Grenzanlage des Limes ist vom Kastell aus nur rund 400 Meter entfernt. Der Kastellplatz war gut dafür geeignet, den Grenzabschnitt zwischen Jagst und Kocher zu überwachen. Beide Flüsse bildeten natürliche Einfallschneisen auf römisches Gebiet. Ein wichtiger Aufgabenbereich für die Truppe bestand sicher auch in der Beobachtung der Hohen Straße, die sich auf dem Höhenrücken zwischen Kocher und Jagst entlangzieht.

## Forschungsgeschichte
Erste Berichte von Grabungen finden sich in der zweiten Hälfte des 18. Jahrhunderts und sind durch den archäologisch versierten Gelehrten Christian Ernst Hanßelmann (1699–1776) in seinen beiden Werken überliefert. Als älteste Beschreibung gilt seine Fundmeldung aus dem Jahre 1766, die in einem „römischen Laconium“ gemacht wurde. Wahrscheinlich war mit diesem Ort das kleine Kastellbad gemeint. Frühe Forschungsarbeit leistete im 19. Jahrhundert der Rentamtmann Joachim Fest, der viele wertvolle Stücke aus Jagsthausens Frühgeschichte zusammentrug. Sie befinden sich heute im Museum der Burg Jagsthausen. 1886 wurde das kleine Bad wiederentdeckt. 1892 und 1906 schnitt die Reichs-Limeskommission (RLK) die schon damals zum Teil überbauten Wehrmauern mit einigen wenigen Sondagen an, um sich ein grobes Bild von der Anlage machen zu können. 1908 bis 1913 wurden im westlichen Brandgräberfeld Funde gemacht, die ebenfalls im Schlossmuseum zu sehen sind. Weitere kleinere Grabungen erfolgten durch Initiativen in den 1920er, 1930er und 1960er Jahren. Erst seit 1984 fanden wieder planmäßige archäologische Arbeiten durch das Landesdenkmalamt Baden-Württemberg statt, die bedeutende neue Erkenntnisse brachten. Auch die beachtlichen römischen Sammlungen des Heimatforschers Friedrich Krapf sind in Jagsthausen ausgestellt. Sie befinden sich im Friedrich-Krapf-Museum, das im Alten Rathaus untergebracht ist.
1995 wurde auf dem Areal des großen Bades, das heute ein archäologisches Reservat ist, ein Freilichtmuseum mit Lapidarium aus Abgüssen wichtiger Jagsthausener Befunde eröffnet. Eine erste Erkundung von Ausschnitten des größtenteils überbauten Kastellareals mit Methoden der Geomagnetik, der Geoelektrik sowie mithilfe des Bodenradars erfolgte 1996.

## Baugeschichte

### Umwehrung
Von dem rund 185 × 152 Meter (= rund 2,9 Hektar) großen Kastell selber konnten bisher nur wenige Reste dokumentiert werden. Ergraben wurde das von der RLK als Porta principalis dextera identifizierte Südtor des Lagers. Außerdem konnten an der Nordseite drei Zwischentürme festgestellt werden: zwei (Turm A, B) im Bereich der Praetentura (Vorderlager) zwischen der Porta principalis sinistra (Nordtor) und dem nordöstlichen Eckturm sowie ein dritter (Turm C) im hinteren Bereich der Retentura (Hinterlager) zwischen Nordtor und nordwestlichem Eckturm. Die Archäologen der RLK vermuteten aufgrund der Lage von Turm C noch einen vierten Zwischenturm, der dann von Turm C und dem Nordwest-Eckturm flankiert gewesen wäre. Mit den geomagnetischen Überprüfungen 1996 gelang auf einem 80 Meter langen Teilstück der nördlichen Kastellmauer im Bereich der Retentura eine Bestätigung der über 100 Jahre alten Forschungsbefunde mit Turm C. Darüber hinaus konnten keine eindeutigen neuen Erkenntnisse gewonnen werden. Das gilt auch für den gestörten Bereich, in dem der vierte Turm vermutet wurde. Die im Bereich der Grünanlagen vor der Burg Jagsthausen untersuchten Flächen sind mit geophysikalischen Mitteln ebenfalls nicht klar erkennbar. Der bis heute rekonstruierbare Grundriss zeigt, dass die Prätorialfront, die dem Feind zugewandte Seite der Garnison, die gleichzeitig auf den rund 400 Meter entfernten Limes wies, unmittelbar vor dem steil zur Jagst hin abfallenden Gelände lag.

### Innenbebauung
Von der Innenbebauung sind noch südlich der Principia, dem Stabsgebäude, Mauerzüge unbekannter Funktion angeschnitten worden, die teilweise von der Kirche überlagert werden. Es gab Vermutungen, dass diese Mauern mit der Kommandantenwohnung (Praetorium) in Verbindung ständen. Die Prätorialfront, die zum Feind gewandte Seite der Anlage, lag vielleicht, wie es die RLK annahm, im Nordosten und wäre dann zu den Grenzanlagen hin ausgerichtet gewesen. Dies ist jedoch nicht sicher.

### Wichtiges Fundgut
Ein in der Nähe der nur partiell bekannten Principia, des Stabsgebäudes, entdecktes Inschriftenbruchstück, das auf einem schmalen Stein, vielleicht einem Altar, angebracht gewesen war, stammt aus der Regierungszeit des Kaisers Antoninus Pius (138–161). Dieses Dokument ist das bisher älteste zu datierende Fundstück am „Vorderen Limes“ zwischen Main und Rems. Im Zusammenhang mit einer Inschriftenauswertung mutmaßte der Althistoriker Géza Alföldy, dass diese neue Limesstrecke „um 155“ unter dem Statthalter Gaius Popilius Carus Pedo (etwa 152–155) ausgebaut worden ist.
Im Bereich des Kastellgrabens wurde der Finger einer Großbronze geborgen, der in die Zeit von 150 bis 250 n. Chr. datiert wird.

### Bauinschriften

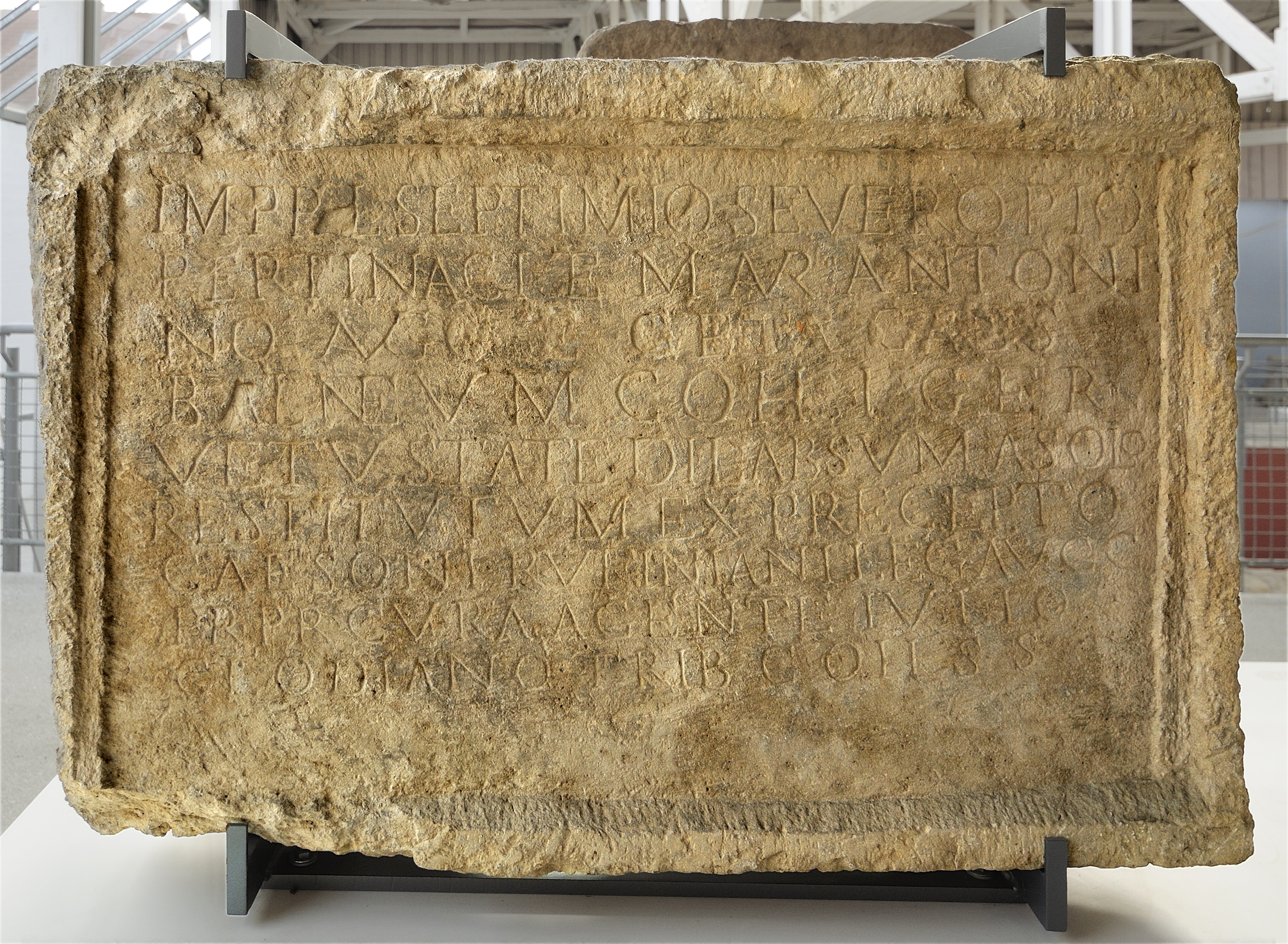
Die 1995 erstmals publizierte Bauinschrift aus dem großen Bad, Original im Römermuseum Osterburken

Im großen Bad wurde eine in Sandstein gemeißelte Bauinschrift geborgen, die aus der Zeit um 205 stammt. Der Name von Publius Septimius Geta (189–211) wurde nach dessen Ermordung auf Veranlassung seines Bruders, des Mitkaisers Caracalla, nachträglich getilgt.
Impp(eratoribus) L(ucio) Septimio Severo Pio
Pertinaci et M(arco) Aur(elio) Antoni-
no Aug[[g(ustis) et Geta(e) Caes(ari)]]
balneum coh(ortis) I Ger(manorum)
vetustate dilabsum a solo
restitutum ex precepto
Caesoni Rufiniani leg(ati) Augg(ustorum)
pr(o) pr(aetore) cura agente Iulio
Clodiano trib(uno) coh(ortis) s(upra) s(criptae)
Übersetzung: „Den Kaisern Lucius Septimius Severus Pius Pertinax und Marcus Aurelius Antoninus, den Augusti, und dem Caesar Geta. Das Bad der 1. Kohorte der Germanen, das durch sein Alter baufällig war, ist von Grund auf renoviert worden auf Befehl von Caesonius Rufinianus, Statthalter [von Obergermanien]. Die Bauaufsicht hatte Iulius Clodianus, der Tribun der obengenannten Kohorte.“
Diese Inschrift befindet sich heute im Zentralen Fundarchiv des Archäologischen Landesmuseums Baden-Württemberg in Rastatt. Sie nennt als damaligen Statthalter Caesonius Rufinianus, der bereits durch mehrere Inschriften bekannt geworden ist und kurz nach dem Jahr 200 seinen Dienst in der römischen Provinz Germania superior (Obergermanien) antrat.

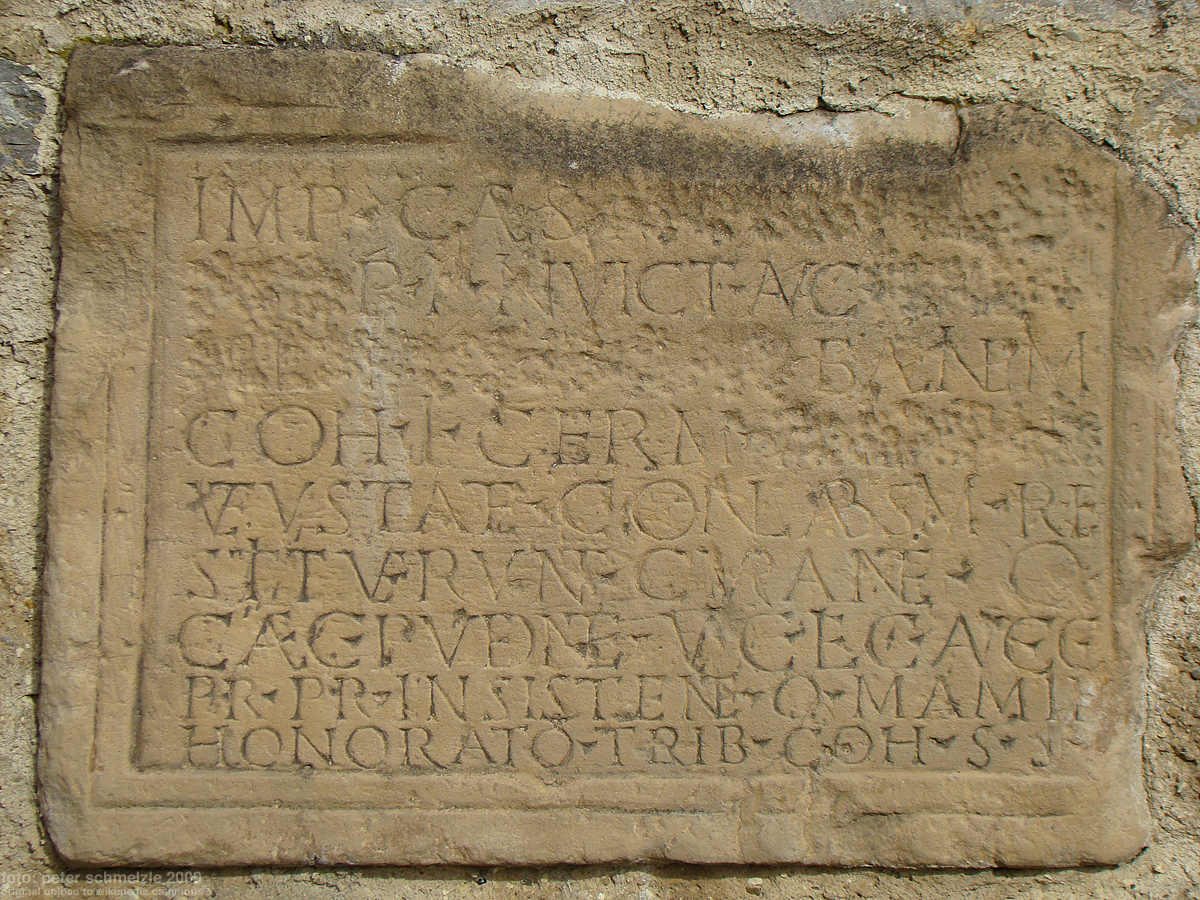
Die Bauinschrift aus dem kleinen Bad (Abguss)

Bereits im 18. Jahrhundert war im kleinen Kastellbad auf der Flur Steinäcker eine Bauinschrift aufgefunden worden, die zu den jüngsten Inschriften am „Vorderen Limes“ gehört und im Zeitraum 244 bis 247 entstanden ist. Die Inschrift nennt wie üblich auch die Namen der beiden damals regierenden Kaiser, Philippus Arabs (244–249) und dessen Sohn Philippus Caesar (247–249). Ihre Namen wurden jedoch nachträglich aus der Inschrift entfernt, da sie der Damnatio memoriae anheimfielen.
Impp(eratores) Caess(ares) [[M(arcus) Iul(ius) Ph[i]lip-]]
[[pus]] P(ius) F(elix) Invict(us) Aug(ustus) [[[et M(arcus) Iul(ius)]
[Ph[i]lippu[s] n(obilissimus) Caes(ar)]]'' balineum
coh(ortis) I Germ(anorum) [[P[h]i[lippian(ae)]]]
vetustate conlabsum re-
stituerunt curante Q(uinto)
Caec(ilio) Pudente v(iro) c(larissimo) leg(ato) Augg(ustorum)
pr(o) pr(aetore) insistente Q(uinto) Mamil(io)
Honorato trib(uno) coh(ortis) s(upra) s(criptae)
Übersetzung: „Die Kaiser Marcus Iulius Philippus Pius Felix Invictus Augustus und Marcus Iulius Philippus, der edelste Caesar, haben das Bad der 1. Kohorte der Germanen, das durch sein Alter baufällig war, wiederhergestellt unter Aufsicht des Quintus Caecilius Pudens, Senator, Statthalter der Kaiser, auf Betreiben des Quintus Mamilius Honoratus, Tribun der oben genannten Kohorte.“
In späterer Zeit haben Steinraub, sicher auch für den Bau der späteren Burg Jagsthausen, zu einer weitgehenden Zerstörung des Kastellplatzes und Vicus beigetragen. Auch das Rote Schloss, das sicherlich auf Teilen des Praetoriums steht, macht Untersuchungen nicht einfacher.

## Cohors I Germanorum (equitata) civium Romanorum

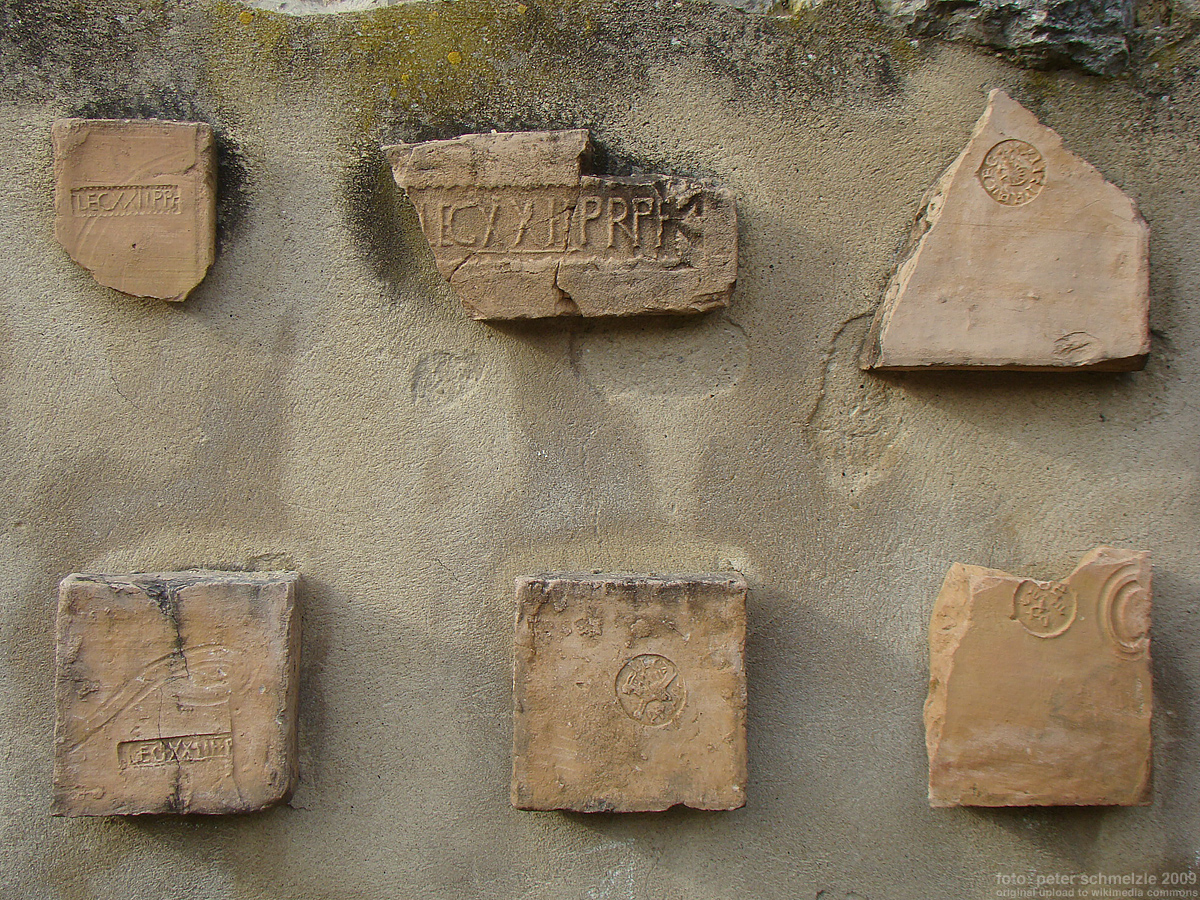
Ziegelstempel der Legio XXII Primigenia aus Jagsthausen

Die einzige von Anfang an in Jagsthausen stationierte Truppe ist höchstwahrscheinlich die in der Provinz Germania superior ausgehobene Cohors I Germanorum gewesen. Sie ist vielfach bezeugt. Bevor die Einheit um 159 nach Jagsthausen vorverlegt wurde, lässt sie sich vielleicht im Kastell Wimpfen im Tal am Neckar-Odenwald-Limes nachweisen. Die Überlieferungslage für diese Einheit ist dort allerdings nicht unproblematisch.
Auf einer in die Jahre 222 bis 235 datierten Jagsthausener Inschrift wird die Cohors I Germanorum mit dem Beinamen A[le]xa[n(drianae)] genannt.
Es ist nicht sicher, ob die Cohors I Germanorum tatsächlich eine teilberittene Einheit war, jedoch gibt es starke Anhaltspunkte dafür. Als wichtiges Gegenargument wurde geltend gemacht, dass die Einheit, sollte sie eine teilberittene Cohors equitata gewesen sein, nach heutigem Wissen von einem Präfekten hätte geführt werden müssen.
Die im 2. Jahrhundert in der Provinz Moesia inferior (Niedermösien) als Besatzung des Kastells Capidava auf heute rumänischen Boden nachweisbare Cohors I Germanorum civium Romanorum ist sicher verschieden von der Jagsthausener Einheit, da sie dort wahrscheinlich erst nach 167/168 von einer Abteilung der Legio I Italica abgelöst worden ist.
Die Versorgung der Truppe an diesem Standort geschah auf dem Flussweg über Jagst und Kocher.
Die in Mogontiacum (Mainz) liegende Legio XXII Primigenia (22. Legion „die Erstgeborene“) ist mit etlichen Ziegelstempeln aus dem kleinen Kastellbad in Jagsthausen nachgewiesen.

### Offiziere und Militärpersonal

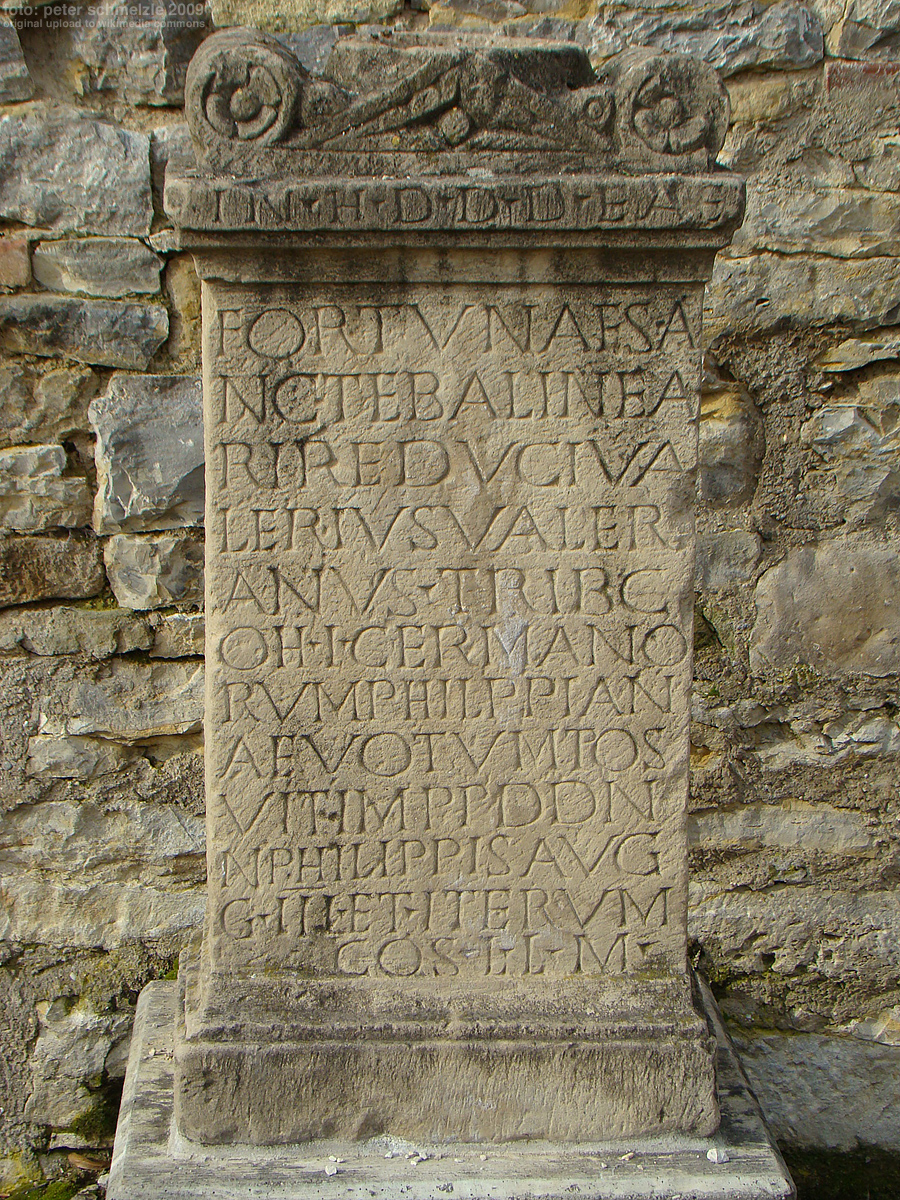
Der Tribunus cohortis Valerius Valerianus ließ 248 n. Chr. im kleinen Bad einen Weihestein aufstellen (Abguss)

Mindestens vier Offiziere der I. Germanenkohorte aus ihrer Zeit in Jagsthausen sind namentlich bekannt. Ein Grenzschutzkommandeur der Kohorte, Iulius Clodianus, wird als Tribunus cohortis in der Bauinschrift von 198/209 genannt. Durch die 244/247 entstandene Bauinschrift im kleinen Kastellbad kennt die Wissenschaft als weiteren Kommandeur den Tribunus cohortis Q. Mamilius Honoratus. Dessen direkter Nachfolger war höchstwahrscheinlich der Tribunus cohortis Valerius Valerianus, der 248 n. Chr. im gerade erst renovierten kleinen Badehaus einen Weihestein aufstellen ließ, der an die Göttin Fortuna balnearis, die in einer Therme immer in ihrer Rolle als Beschützerin der Badenden und deren Gesundheit gesehen wurde, gerichtet war (sh. hierzu auch weiter unten).

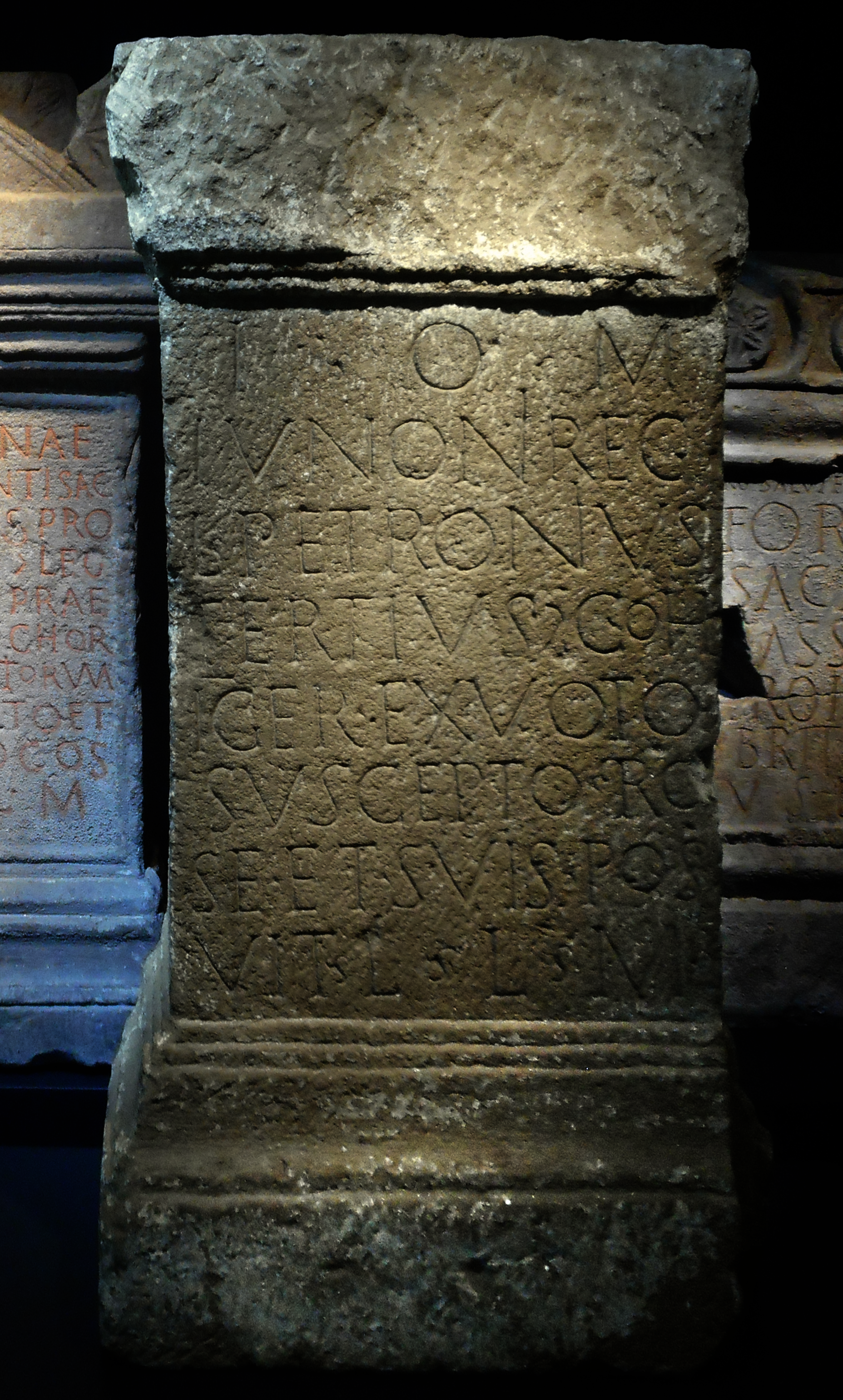
Lucius Petronius Tertius wird als Centurio cohortis auf diesem Weihestein genannt (Limesmuseum Aalen)

Der Name eines Centurio cohortis I Germanorum, Lucius Petronius Tertius, fand sich auf einem nicht mehr genau datierbaren Sandsteinaltar für Jupiter und Juno, der sich heute im Limesmuseum Aalen befindet. Dieser Weihestein wurde im benachbarten, westlich gelegenen Dorf Olnhausen aufgefundenen. Vielleicht wurde er, wie andere auch, in nachrömischer Zeit aus dem Kastelldorf von Jagsthausen verschleppt. Auf dem Grabstein einer von Niedergermanien (Germania inferior) nach Gallien (Gallia) ausgewanderten Familie in Lyon (Lugdunum) vom Ende des 2., Anfang des 3. Jahrhunderts wird möglicherweise ein weiterer Centurio der Jagsthausener Truppe genannt, doch wird sie dort in Verbindung mit der Provinz Germania inferior gebracht.
D(is) M(anibus)
L(uci) Sept(imi) Peregrini
Adelfi Traianens[is]
Oclatia Alexan[dra
uxsor et L(ucius) Sept(imius) [Ale]-
xander filiu[s et]
Secundinia [Iusta ma]-
ter misera [post amis]-
sam fili(i) dulcissimi pie-
tate et M(arcus) Valer(ius) Sil-
vanus (centurio) coh(ortis) I Ger-
manicae [in] Ger(mania) inf(eriore)
consobrin[us p]aren-
tes parenti [---]
p(onendum) c(uraverunt) et su[b asc(ia) dedic(averunt)]
Übersetzung: „Den Totengöttern des Lucius Septimius Peregrinus Adelfus aus Xanten (Colonia Ulpia Traiana). Oclatia Alexandra, die Ehefrau, aus Liebe nach dem Verlust des liebsten Sohnes, und Marcus Valerius Silvanus, Centurio der 1. Germanenkohorte in Niedergermanien, der Vetter (mütterlicherseits), die Verwandten haben dem Verwandten (den Stein) setzen lassen und unter der Axt geweiht.“
Die auf vielen gallo-römischen Grabsteinen vorkommende Formel sub ascia dedicaverunt ist bis heute unklar. Es wurde bereits diskutiert, ob der genannte Centurio zur Beerdigung seines Vetters überhaupt angereist war oder ob er nicht von seinem Standort aus in stillem oder schriftlichem Einvernehmen auf dem Grabstein genannt worden ist.

#### Kommandeure der Cohors I Germanorum civium Romanorum
| Name                         | Rang              | Zeitstellung           | Bemerkung |
| Lucius Petronius Tertius     | Centurio cohortis | 2. Hälfte des 2. Jhr.  | |
| Marcus Valerius Silvanus (?) | Centurio cohortis | Ende 2./Anfang 3. Jhr. | Seine Schwester Oclatia Alexandra verzog mit ihrem Mann Lucius Septimius Peregrinus Adelfus von Xanten nach Lyon. |
| Iulius Clodianus             | Tribunus cohortis | 198/209                | |
| Quintus Mamilius Honoratus   | Tribunus cohortis | 244/247                | |
| Valerius Valerianus          | Tribunus cohortis | 248                    | Er stiftete 248 nach einer glücklichen Heimkehr einen Fortuna-Altar im kleinen Bad von Jagsthausen. Möglicherweise war er – noch in anderer Dienststellung – in den Jahren um 242/244 mit seiner Kohorte während der Abwehrkämpfe im Zuge des zweiten großen Alamanneneinfalls erfolgreich, da die Truppe in dieser Zeit (frühestens 244) den Ehrennamen „Philippiana“ erhielt. Die Weihung an die zurückführende Fortuna könnte sich somit auch auf die gesunde Rückkehr aus den Kämpfen beziehen. Höchstwahrscheinlich übernahm Valerius Valerianus 247/248 das Amt des Standortkommandanten direkt von seinem Vorgänger Quintus Mamilius Honoratus. |

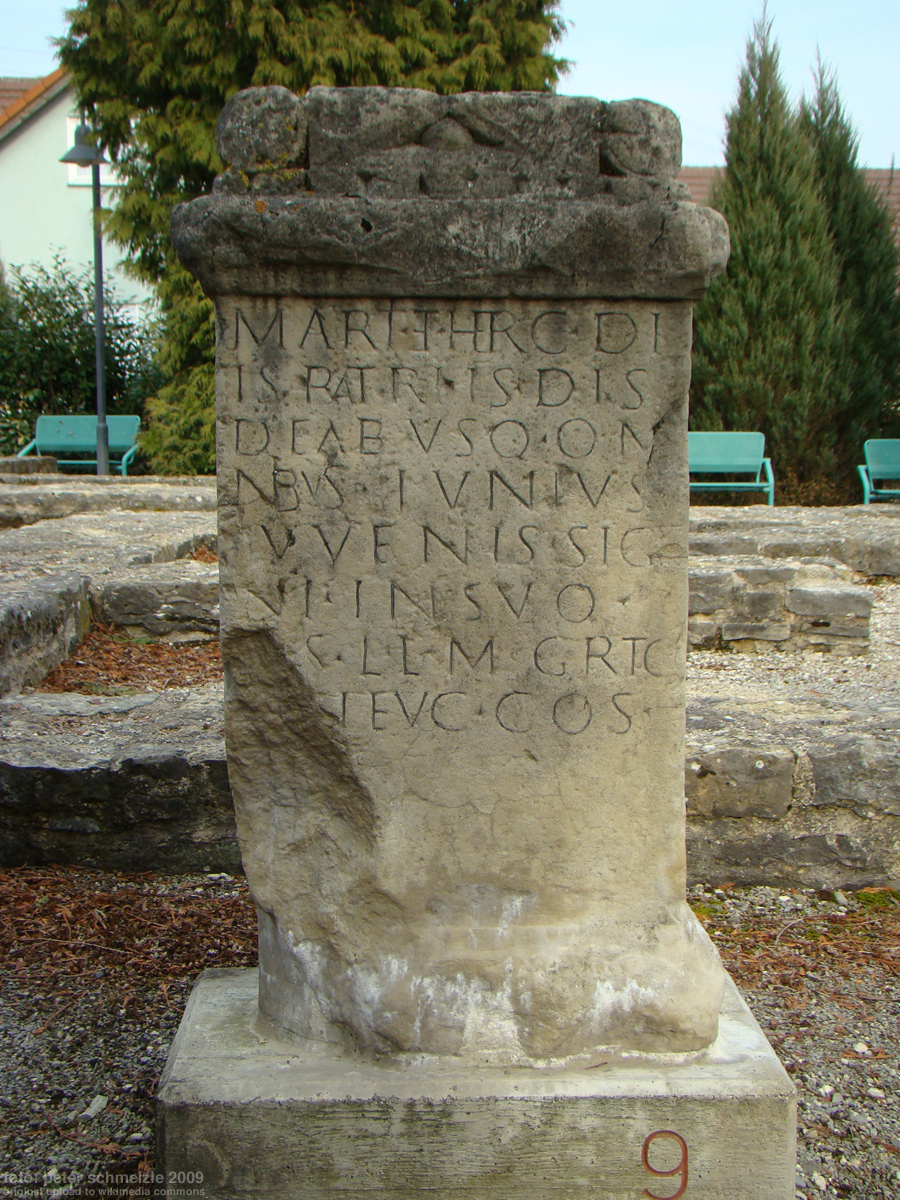
Weihestein des Iunius Iuvenis aus dem Jahr 221 n. Chr. (Abguss)

Neben den Offizieren ist aus Jagsthausen auch ein Signifer (Feldzeichenträger), Iunius Iuvenis, inschriftlich bekannt. Er stiftete seinen Stein für Jupiter, Juno und die Halbbrüder Mars und Herkules im Jahr 221 n. Chr.

#### Benefiziarier

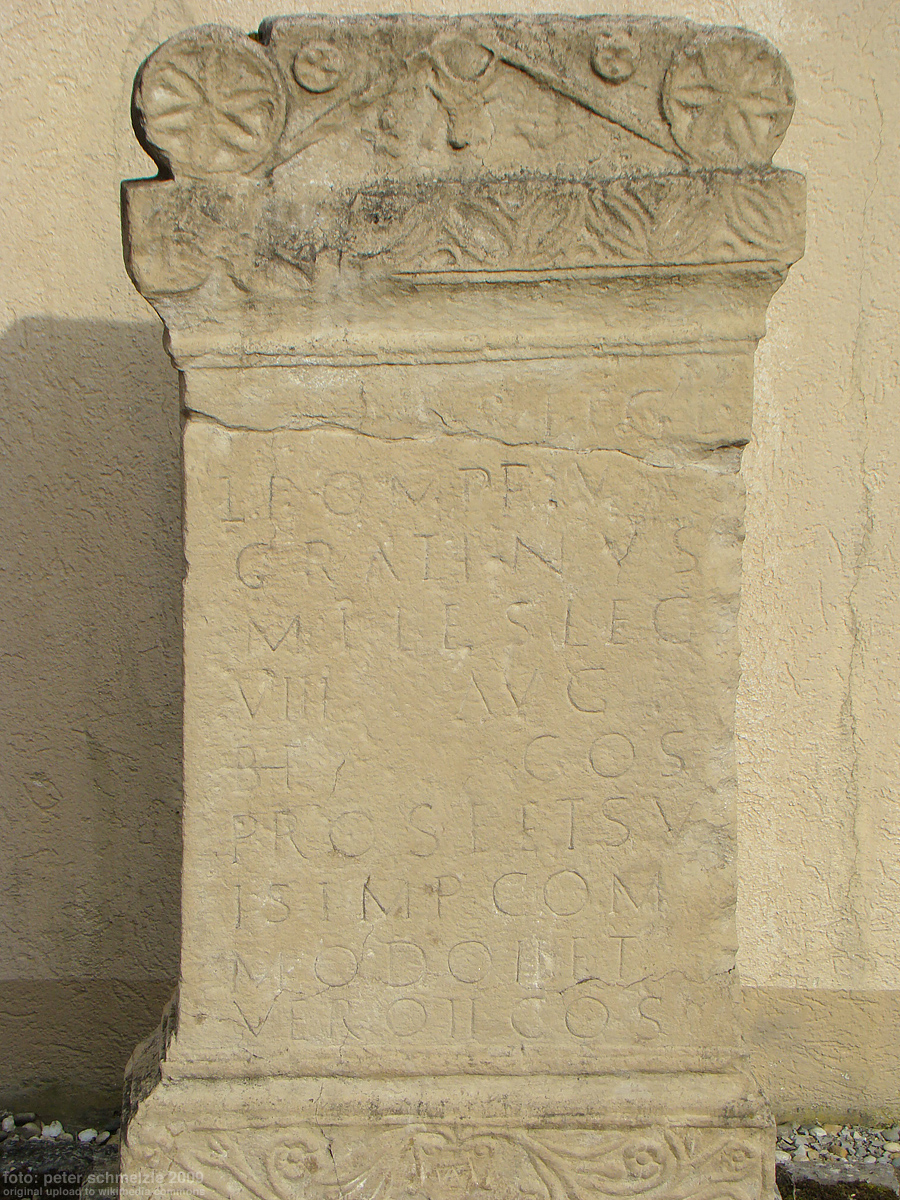
Der Benefiziarier Lucius Pompeius Gratinus weihte 179 n. Chr. diesen Stein (Abguss)

Ebenfalls aus Olnhausen stammt ein Altar für Jupiter, Juno und den Genius loci, den Christian Ernst Hanßelmann (1699–1776) einst eingemauert in die Außenfassade der dortigen Kirche erstmals beschrieben hatte. Erst 1905 war der 166 n. Chr. geweihte Stein dort wiederentdeckt worden. Er nennt als Stifter einen mit Sonderaufgaben betrauten Unteroffizier, den beneficiarius consularis Lucius Flavius Paternus. Der Altar befindet sich heute im Depot des Archäologischen Landesmuseums Baden-Württemberg in Rastatt. Einen stilistisch verwandten Stein hat der Benefiziarier Lucius Flavius Paternus ein Jahr später, 167, auch an der Benefiziarier-Station im Kastell Stockstadt gestiftet. Der beneficiarius consularis war der höchste Dienstgrad, den ein Legionssoldat bei den Benefiziariern erreichen konnte. Diese Männer genossen offenbar das besondere Vertrauen ihrer Vorgesetzten und mussten vielfach selbständig handeln. Ein weiterer beneficiarius consularis, Lucius Pompeius Gratinus, wurde aus der in Argentoratum (Straßburg) stationierten Legio VIII Augusta (8. Legion „Augusta“) mit Benefiziarier-Aufgaben betraut. Er weihte 179 einen Stein in Jagsthausen. Auch der Stein des Lucius Pompeius Gratinus ähnelt in seiner Machart den Benefiziarier-Inschriften aus Stockstadt.

## Kastellbäder

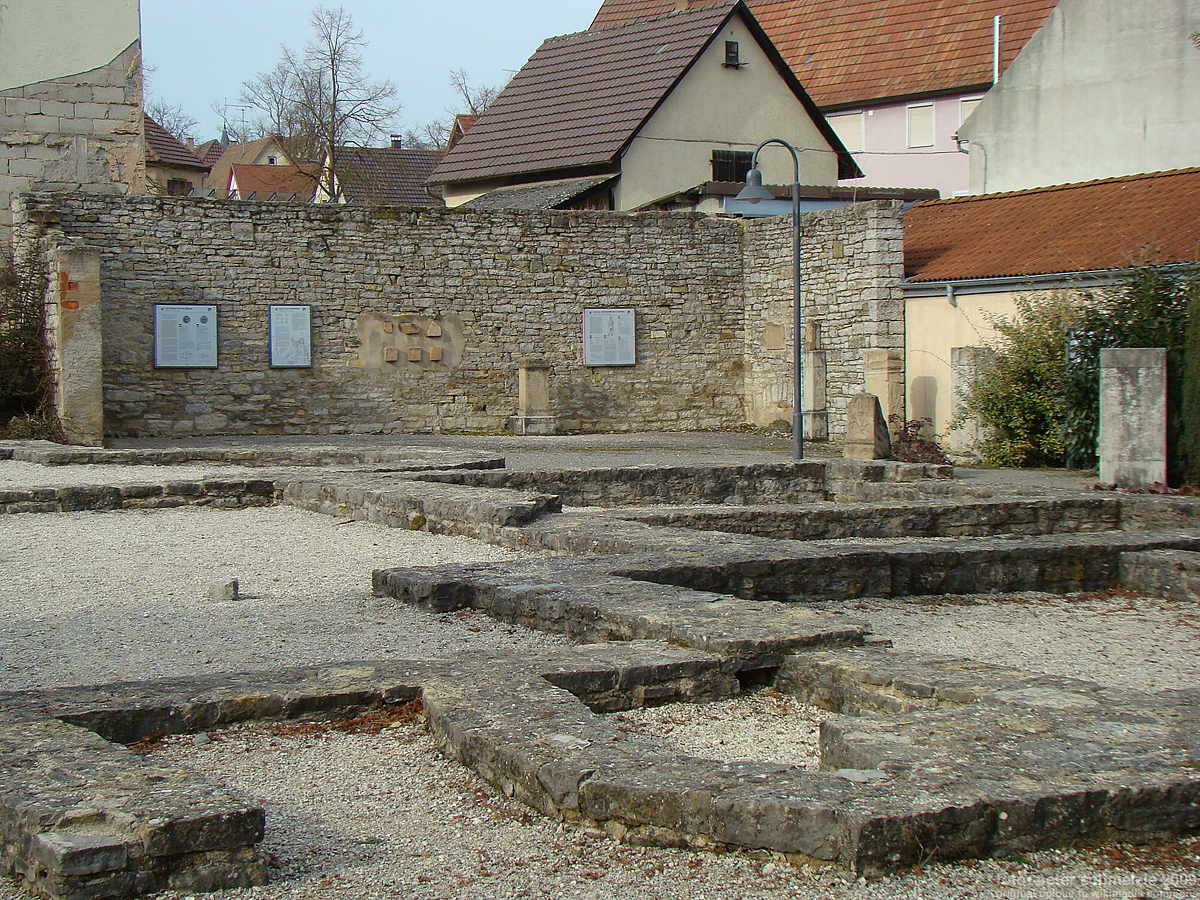
Das große Bad als Freilichtmuseum

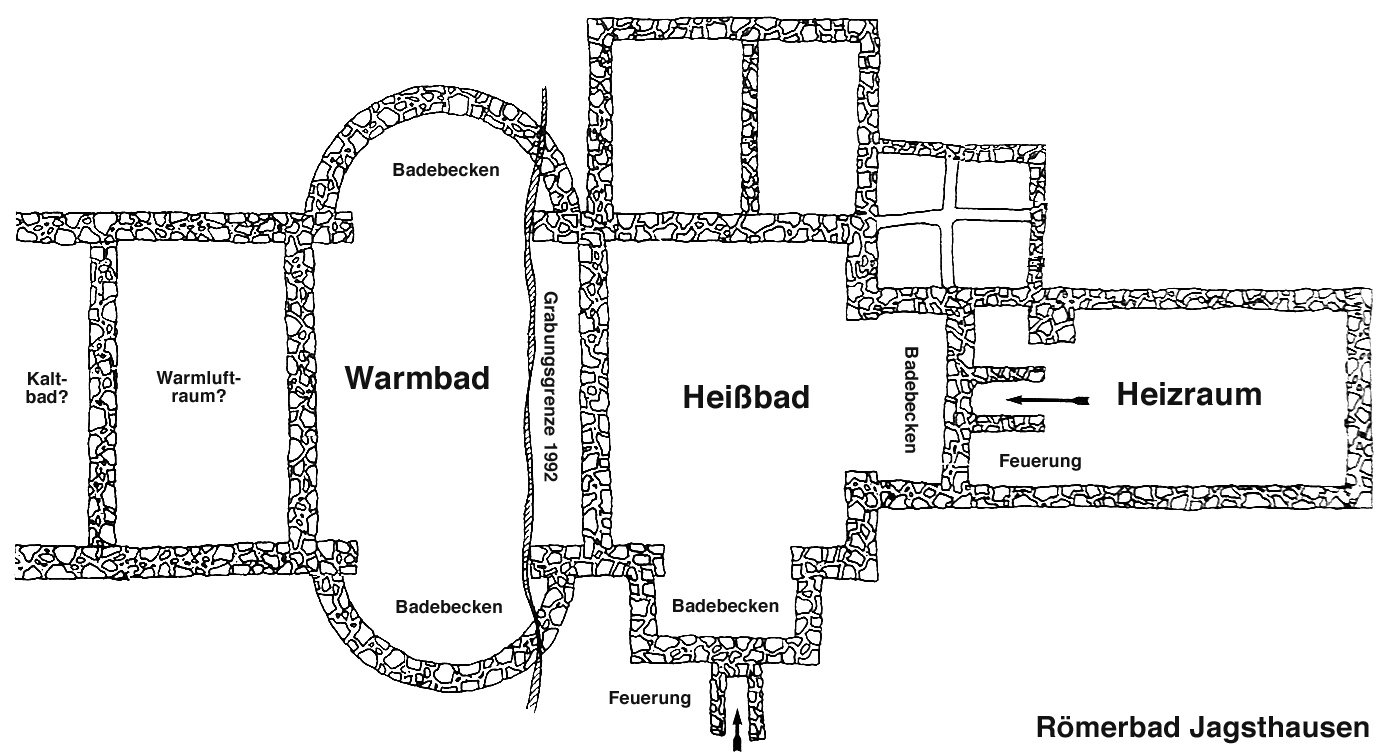
Das große Bad von Jagsthausen im Grundriss

### Größeres Bad

Die kleinen Thermen nach den Befunden der Reichs-Limeskommission

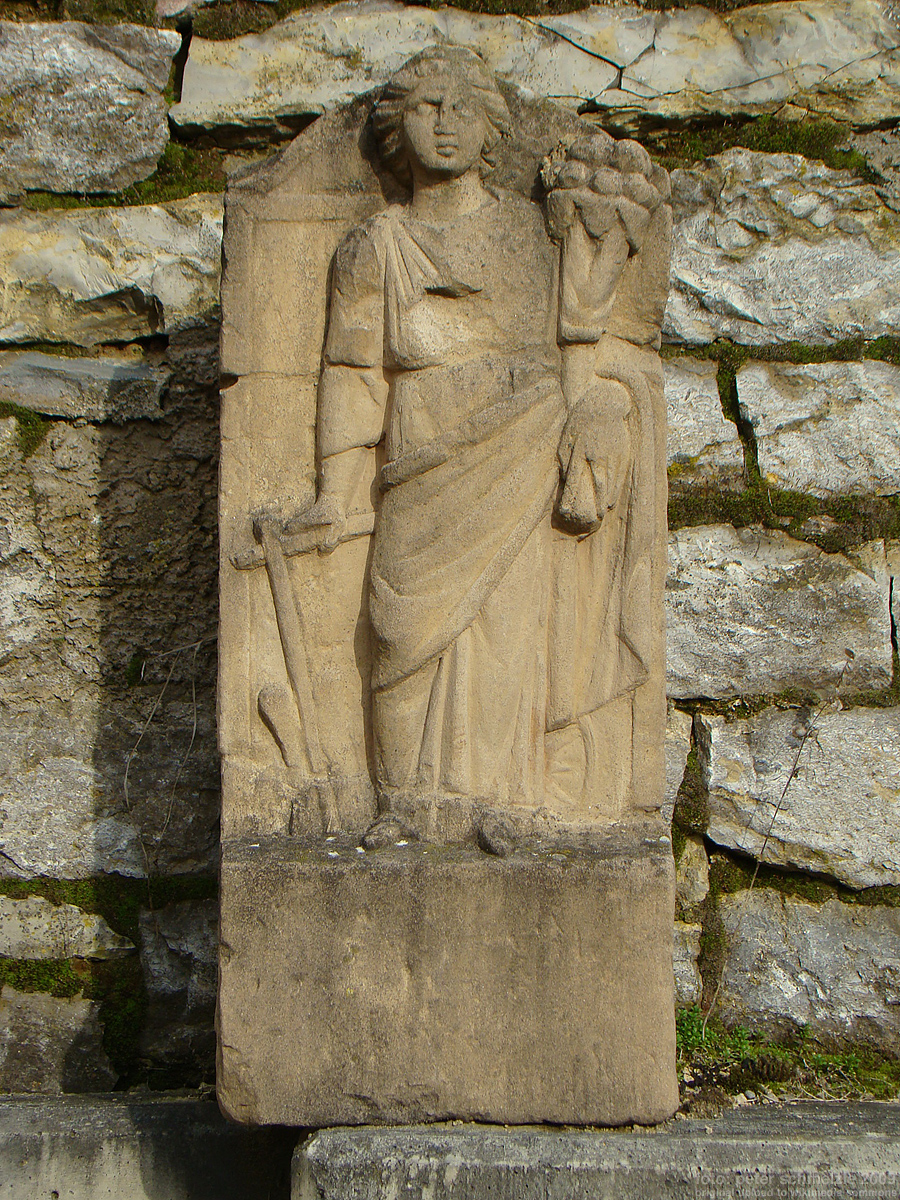
Die Göttin Fortuna; Abguss eines der beiden fast identischen Reliefs aus dem 1887 freigelegten kleinen Bad

In Jagsthausen konnten bisher zwei Bäder – ein größeres und ein kleineres – aufgedeckt werden. Einen gleichen Befund hat es beim Kastell Osterburken gegeben. Beide Jagsthausener Bäder wurden durch die vor Ort liegende Cohors I Germanorum renoviert. Die größere Therme, seit dem 19. Jahrhundert bekannt, doch erst 1992 freigelegt, befindet sich an der heutigen Friedrich-Krapf-Straße. Sie orientierte sich genau an der Fluchtlinie der aus dem Südtor des Kastells hinauskommenden Straße. Die Anlage war bei ihrer teilweisen Aufdeckung gut erhalten und lässt auf eine weitgehend ungestörte Fundlage hoffen. Das Land Baden-Württemberg kam einer Überbauung zuvor und erwarb den Grund, der nun als archäologisches Reservat künftigen Forschern erhalten bleibt. Der von den Archäologen nur an den Oberflächen sondierte Mauerbefund wurde wieder zugeschüttet und auf dem heutigen Bodenniveau als maßstabsgetreues Modell in antiker Mauerungstechnik nachgezeichnet. Die große Therme von Jagsthausen gehörte dem Typus der Reihenbäder an und wurde, wie Ziegelstempelfunde der 22. römischen Legion Primigenia Pia Fidelis (LEG XXII P PF), welche damals in Mainz (Mogontiacum) kaserniert war, nahelegen, um 160 n Chr. mit dem Kastell errichtet. Es ließ sich nachweisen, dass diese Stempel während der fraglichen Zeitstellung in Frankfurt-Nied hergestellt worden waren. Insgesamt konnten über 70 Ziegel mit über 15 verschiedenen Stempelformen der 22. Legion geborgen werden. Kurz nach 200 erfolgte dann die durch eine Bauinschrift (s. oben) belegte Sanierung. Der bisher bekannte Teil des großen Bades ist 30 m lang. Der Eingangsbereich, noch immer unbekannt, befindet sich möglicherweise unter der heutigen Hauptstraße. Die Ausgräber der großen Therme rechnen mit einer Nutzung bis in die erste Hälfte des 3. Jahrhunderts.

### Kleineres Bad
Das gleichfalls südlich gelegene, rund 31 m × 15 m große, in Nord-Süd-Richtung ausgerichtete Reihenbad, befand sich rund 200 Meter vom Kastell entfernt. Heute wäre es südlich der Gartenstraße auf der alten Flur Steinäcker zu finden. In der sehr gut erhaltenen Anlage, deren Mauern bis zu 1,5 Meter hoch erhalten waren, fanden die Ausgräber Reste des Sandsteinplattenbelags und des Estrichs. Außerdem konnten sie Bruchstücke des farbigen Wandverputzes feststellen. Im Schutt gefundene Ziegel trugen Stempel der 22. Legion. Bemerkenswert waren zwei nahezu identische Reliefs der Göttin Fortuna mit Füllhorn und Steuerruder, die sich 1887 im Schutt fanden. Daneben kamen damals der halblebensgroßer Torso einer weiblichen Statue, zwei zusammengelegte Hände sowie eine der Fortuna geweihte Inschrift aus dem Jahr 248 ans Licht:
In h(onorem) d(omus) d(ivinae) deae
Fortunae sa-
nct(a)e balinea
ri reduci Va-
lerius Valeri
anus trib(unus) c-
oh(ortis) I (G)ermano-
rum Phil(i)ppian-
ae votum pos-
uit Impp(eratoribus) d(ominis)
 n(ostris) Philippis Aug(ustis)
III et iterum
co(n)s(ulibus) l(ibens) l(aetus) m(erito)
Übersetzung: „Zu Ehren des göttlichen Kaiserhauses. Der zurückführenden heiligen Fortuna, (Schutzgöttin) des Bades, hat Valerius Valerianus, Tribun der 1. Kohorte der Germanen ,Philippiana‘ (diesen Altar) seinem Gelübde gemäß errichtet. Dem Oberbefehlshaber, unserem Herren, Philippus Augustus III. zum zweiten Mal Konsul. Gern, freudig und nach Gebühr.“
Die 1. Germanenkohorte hatte sich unter Philippus Arabs (244–249) – möglicherweise im Abwehrkampf gegen den zu dieser Zeit wütenden zweiten großen Alamanneneinfall – besonders bewährt und war daher mit dem Ehrennamen „Philippiana“ ausgezeichnet worden. In diesen Zusammenhang ist wohl auch die geglückte Heimkehr zu stellen, die Valerius Valerianus auf dem Fortunaaltar erwähnen lässt.
Neben diesen Funden ist die Bauinschrift (s. oben) des Bades bedeutend, die eine Renovierung der Therme in den Jahren zwischen 244 und 247 bezeugt. Kurz davor fand ein großer Alamannenangriff statt, den der Archäologe und Numismatiker Hans-Jörg Kellner erstmals anhand von Fundmünzen beschrieb. So fand sich im Kastell Gunzenhausen als zeitlich jüngste Münze ein Antoninian aus dem Jahr 242, und im Kastell Kösching konnte die Schlussmünze auf den Sommer 241 festgelegt werden. 242/243 wurden auch das Regensburger Kleinkastell Großprüfening sowie die ausgedehnte römische Siedlung bei Pocking, Landkreis Passau, und andere Plätze überrannt. In Pocking barg die abschließende Brandschicht einen nur kurze Zeit im Umlauf gewesenen Antoninian von 241/243 bzw. 240. Im Kastell Künzing fand sich ein fast stempelfrisches As aus den Jahren 243/244 in der Nähe eines Waffenhortes.
Wie die Ausmeißelung der Kaisernamen aus der Bauinschrift verdeutlicht, bestand das Bad auch noch nach 249. Die Inschrift gilt somit als eines der spätesten inschriftlichen Zeugnisse militärischer Tätigkeit vor dem Limesfall. Spätestens mit dem darauffolgenden Alamannenangriff um 259/260 wurde das Kastell mit dem Lagerdorf und seinen Bädern überrannt und musste aufgegeben werden.

## Vicus und Brandgräberfelder

Metall- und sonstige Kleinfunde

Keramikfunde

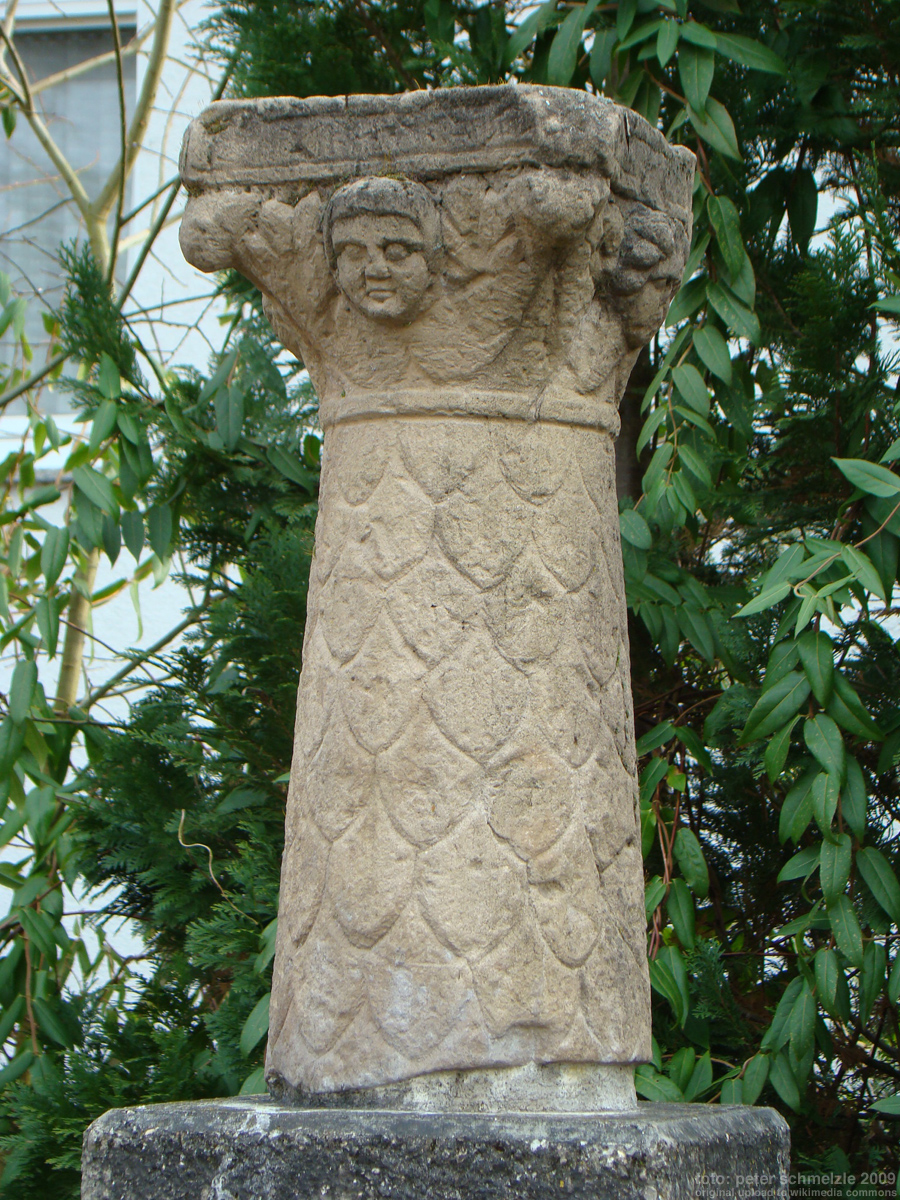
Abguss des Oberteils der Jupitergigantensäule im Lapidarium am großen Bad

Funde zeigen, dass die Bewohner des östlich über der Jagst, aber hauptsächlich südlich und südwestlich des Militärlagers gelegenen, ausgedehnten Lagerdorfes (Vicus) zu gewissem Wohlstand kamen und teilweise wahrscheinlich vom Export lebten. So fand sich in den Jahren 1963 bis 1965 in der Flur Im langen Garten eine große Töpferei mit fünf Öfen, die in der Antike am nordwestlichen Rand des Vicus; nahe der westlichen Ausfallstraße des Kastells, gelegen hatte. Es zeigte sich, dass deren Produktion weit über den örtlichen Markt hinausging. Man fand zudem Gefäßformen und Reibschüsseln mit vertikalem Rand sowie andere Gegenstände, die in dieser Form am gesamten Limes nicht mehr gefunden worden sind und Handelsbeziehungen in den Norden vermuten lassen. Auf Wohlstand deutet auch die gefundene Terra sigillata hin sowie die äußerst qualitätvolle bronzene Miniaturskulptur eines Herkules, die wahrscheinlich in Italien entstand und die Nachbildung eines Werkes des griechischen Künstlers Lysippos aus dem 4. Jahrhundert v. Chr. ist. Erwähnenswert sind neben Wasserleitungsrohren und Glas auch der Fund des Oberteils einer Jupitergigantensäule aus dem Vicus. Eine 1984 durchgeführte Grabung (210 Quadratmeter) des Landesdenkmalamtes (LDA) im Westvicus zeigte die von anderen Kastellplätzen bekannten Streifenhäuser auf länglichen Grundstücken, die giebelwärts zur Ausfallstraße hin ausgerichtet waren. Die Archäologen trafen eine mehrphasige Bebauung mit Erd- und Steinkellern an. Bei einer von der gleichen Behörde geleiteten großflächigen Vicus-Untersuchung 1987 bis 1989 (rund 3000 Quadratmeter), die an der Hauptstraße stattfand, konnten teilweise ausgezeichnet erhaltene, fast 1,5 Meter hoch erhaltene Kellerräume nachgewiesen werden, die teils mit sorgfältig gemauerten Wandnischen ausgestattet waren. Die darüberliegende Wohnbebauung bestand aus Fachwerk- und Steinbauten. Weitere Grabungen des LDA in den Jahren 1991/1992 und 1995 widmeten sich dem südlichen Lagerdorf (rund 1700 Quadratmeter). Hier konnten gleichfalls Fachwerkbauten, zwei steinerne Keller sowie ein Erdkeller untersucht werden. (siehe oben). Die bisherigen archäologischen Arbeiten haben gezeigt, dass sich neben den limestypischen Streifenhäusern in Jagsthausen bereits früh städtische Formen mit großen Steinbauten herausbildeten, die vielfach einen vergleichsweise aufwendigen Grundriss aufwiesen.
Nahe der großen Therme, am Südostrand des Lagerdorfs, wurden Gräber entdeckt; ebenso im Westen in Fluchtrichtung der aus dem Lager führenden Straße. Dort konnten 1908 bis 1913 rund 200 Urnenbestattungen festgestellt werden. Außerdem fand man dort Reste von vier turmartigen Grabmälern, die ebenfalls Einblicke in das Leben wohlhabender Bewohner im Grenzgebiet geben. Ein drittes Gräberfeld befand sich unmittelbar auf dem Gebiet des Vicus an der heutigen Sennenfelder Straße, die den antiken Kastellplatz in einem großen, nach Westen ausschlagenden Bogen umgeht.

## Denkmalschutz
Das Kastell Jagsthausen und die erwähnten Bodendenkmale sind als Abschnitt des Obergermanisch-Rätischen Limes seit 2005 Teil des UNESCO-Welterbes. Außerdem sind die Anlagen Kulturdenkmale nach dem Denkmalschutzgesetz des Landes Baden-Württemberg (DSchG). Nachforschungen und gezieltes Sammeln von Funden sind genehmigungspflichtig, Zufallsfunde an die Denkmalbehörden zu melden.